# Zarzosa de Río Pisuerga
Zarzosa de Río Pisuerga es un municipio y localidad española de la provincia de Burgos, en la comunidad autónoma de Castilla y León, comarca de Odra-Pisuerga, partido judicial de Burgos.

## Geografía
Tiene un área de 10,81 km² con una población de 42 habitantes (INE 2007) y una densidad de 3,89  hab/km².

## Historia

### Edades Media y Moderna
Zarzosa aparece citada por primera vez en un documento del año 969. Ese documento es la escritura de donación del monasterio de santa Columba en Zarzosa al monasterio de Rezmondo.
Un siglo más tarde, en 1071, el rey de Castilla Sancho II el Fuerte entrega a Bermudo Sendínez el monasterio de Rezmondo con sus dependencias de Santa Columba de Zarzosa y San Miguel de Támara.
En 1073, Bermudo Sendínez se entrega al monasterio de San Pedro de Cardeña y dona el monasterio de Rezmondo y sus dependencias de Santa Columba de Zarzosa y San Miguel de Támara.
En 1514 el concejo de Zarzosa compró al monasterio de San Pedro de Cardeña todas sus heredades en Zarzosa, que eran las propiedades que pertenecían al antiguo monasterio de Santa Columba, incluido el molino que desde entonces formó parte durante siglos de los bienes propios del ayuntamiento de Zarzosa. 
El concejo de Zarzosa tuvo desde tiempo inmemorial privilegio de inmunidad jurisdiccional: Los merinos del rey no podían entrar con vara alta a merinear ni hacer autos de juriscción en el concejo de Zarzosa ni en sus términos. También disfrutaban el mismo privilegio de inmunidad varios concejos próximos: Castrillo de Riopisuerga, Olmos de Pisuerga, Tagarrosa y Valtierra de Riopisuerga. 
No conocemos desde cuándo ni por qué fueron otorgadas estas inmunidades concejiles, pero cabe plantear como hipótesis la posibilidad de que estén relacionadas con la proximidad de la frontera de los cántabros. En ese caso, tales inmunidades podrían tener una mayor antigüedad de la que generalmente se les atribuye.
La inmunidad jurisdiccional de Zarzosa aparece confirmada solemnemente en la sentencia de su ejecutoria de Villazgo (1571).
Zarzosa fue behetría de mar a mar perteneciente a la Merindad de Monzón de Campos. Por ser behetría de mar a mar, el concejo de Zarzosa podía escoger a su señor y despedirlo y cambiarlo cuantas veces quisiera. En la Ejecutoria de Villazgo de Zarzosa aparecen varias alusiones a su carácter de behetría de mar a mar y se hallan incorporados varios documentos en los que el concejo de Zarzosa se encomienda a los Condestables de Castilla y otros en que se quita de su señorío, ejerciendo sus derechos como behetría de mar a mar.
Una Real Ejecutoria de Felipe II en 1571 declara villa a Zarzosa, con su jurisdicción civil y criminal, alta, baja, mero e mixto imperio, con todos sus pechos y derechos y alcabalas y todo lo demás de señorío e jurisdicción a la dicha Villa por pertenecer a su Majestad e a su corona real.
Según las antiguas Ordenanzas del Concejo de la Villa (1725), Zarzosa era un pueblo cuyos vecinos eran todos pecheros (pagaban impuestos) y donde estaba prohibido el avecindamiento de nobles o hidalgos. Esta prohibición, que existía también en otras poblaciones de Castilla, tiene que ver probablemente con su carácter de behetría de mar a mar.

### Edad Contemporánea
El día 11 de agosto de 2012, seis personas (3 mujeres jóvenes y 3 niños), residentes en Zarzosa, que habían acudido a la fiesta de San Llorente de la Vega (a 12 km), regresaban en un automóvil a sus casas en Zarzosa. Al llegar al puente del Canal de Castilla junto a Naveros de Pisuerga, el automóvil se salió de la vía y cayó a la esclusa del Canal, donde las 6 personas murieron ahogadas.
Las vallas de protección, que hubieran podido impedir esa tragedia, no cumplían la normativa vigente y no estaban correctamente implantadas sobre el terreno, pese a que ya se habían producido muchas muertes similares en el mismo lugar.

## Demografía
Zarzosa de Río Pisuerga cuenta con una población de 31 habitantes (INE 2024).
| Gráfica de evolución demográfica de Zarzosa de Río Pisuerga entre 1842 y 2021 |
| |
| Población de derecho según los censos de población del INE. Población de hecho según los censos de población del INE.En estos censos se denominaba Zarzosa de Ríopisuerga: 1857, 1860, 1877, 1887, 1897, 1900, 1910, 1920, 1930, 1940, 1950, 1960, 1970, 1981 y 1991. |

## Cultura

### Patrimonio
- Ermita románica de San Miguel.
- Puente sobre el río Pisuerga que data de 1785.

### Fiestas y costumbres
- San Miguel, tercer o cuarto domingo de agosto.
- Nuestra Señora del Rosario.